# اسپیرامایسین
اسپیرامایسین به انگلیسی:Spiramycin
نام تجارتی: Rovamycin
رده درمانی : آنتی بیوتیک
طبقه بندی فارماکولوژیک : یک آنتی بیوتیک از گروه ماکرولیدها ست.
اشکال دارویی: قرص روکش دار۵۰۰میلی گرمی

## مکانیسم اثر
مکانیسم اثر این دارو نیز مثل سایر ماکرولیدها از طریق مهار ساخت پروتئین در نتیجه اتصال به زیر واحد ۵۰S ریبوزوم باکتری می‌باشد. این اتصال برگشت پذیر است. اگرچه ماکرولیدها بیشتر به عنوان داروهای باکتریوستاتیک (با توان توقف رشد باکتری) شناخته می‌شوند، در غلظت‌های بالا می‌توانند اثر باکتریوسیدال (با توان کشتن باکتری) از خود نشان دهند.

## موارد مصرف
عفونت‌های ناشی از ارگانیسم‌های حساس، طیف اثر مشابه اریترومایسین، با اثر ضعیف تر از آن در in vitro، توکسوپلاسما گوندیی

## موارد منع مصرف
حساسیت مفرط به دارو، درمان مننژیت

## طرز مصرف
در بالغین: ۲ تا ۳ گرم(۴ تا ۶ قرص)در روز در ۲ تا ۳ دوز منقسم به طریقهٔ خوراکی (PO)، در کودکان با وزن بیشتر از ۲۰ کیلوگرم: ۵۰ میلی گرم به ازای هر کیلوگرم وزن بدن در روز در ۲ تا ۳ دوز منقسم به طریقهٔ خوراکی (PO)

## عوارض جانبی
تهوع، استفراغ، اسهال، درد اپی گاستر [گفتنی است که در فارماکولوژی کاتزونگ، علاوه بر تحریک دستگاه گوارش، بثورات پوستی و ائوزینوفیلی هم جزو عوارض ماکرولیدها ذکر شده‌است.]